# Selva costera del Cross-Sanaga y Bioko
La selva costera del Cross-Sanaga y Bioko es una ecorregión de la ecozona afrotropical, definida por WWF, que se extiende por Nigeria, Camerún y la isla de Bioko, perteneciente a Guinea Ecuatorial. 
Forma, junto con las ecorregiones de selva costera ecuatorial atlántica y selva de tierras bajas de Santo Tomé, Príncipe y Annobón, la región denominada selva costera del Congo, incluida en la lista Global 200.

## Descripción
Es una ecorregión de selva lluviosa que, con una extensión de 52.200 kilómetros cuadrados, ocupa una franja de unos 300 kilómetros de ancho a lo largo de la costa atlántica entre el río Cross, en el sur de Nigeria, y el Sanaga, en el suroeste de Camerún, además de las tierras bajas de la isla de Bioko. 
Están excluidos de la ecorregión los manglares costeros, la selva montana de Bioko y el monte Camerún (por encima de 800 m s. n. m.) y la selva de la cordillera de Camerún (por encima de 900 m s. n. m.). Además, limita al norte con el mosaico de selva y sabana de Guinea, al este con el mosaico de selva y sabana del norte del Congo, al sur con la selva costera ecuatorial atlántica y al oeste con la selva de transición del Cross-Níger.
El clima es tropical húmedo; las precipitaciones anuales varían desde los 2000 mm anuales en el interior hasta más de 10 000 en el suroeste de Bioko y de las estribaciones del monte Camerún. En las zonas más secas puede haber una corta estación seca de dos a tres meses. La humedad no suele bajar del 90%. Las temperaturas oscilan entre 15-21º y 27-33 °C, con pocas variaciones estacionales.

## Flora
La vegetación principal consiste en selva lluviosa costera higrófila siempreverde, mezclada con selva lluviosa semi-siempreverde en las regiones más secas del interior, con árboles de hasta 50 metros de altura. Las familias más importantes son las anonáceas, leguminosas, euforbiáceas, rubiáceas y esterculiáceas, aunque predominan las leguminosas cesalpinioideas. La riqueza de especies es excepcional.

## Fauna
La fauna es muy rica; esta ecorregión alberga la mayor diversidad de especies de mamíferos, aves y mariposas selváticos de toda África. También hay una gran diversidad de reptiles y anfibios.
Las áreas protegidas de esta ecorregión son importantes para la conservación de especies como el gorila occidental (Gorilla gorilla), el chimpancé (Pan troglodytes) y elefante de selva (Loxodonta cyclotis). Los principales depredadores son el leopardo (Panthera pardus) y el águila coronada (Stephanoaetus coronatus).

## Endemismos
Aun cuando los inventarios florísticos no son completos, la flora endémica es numerosa. Entre los árboles endémicos cabe citar: Camplyospermum dusenii, Deinbollia angustifolia, Deinbollia saligna, Hymenostegia bakeri, Medusandra richardsiana, Soyauxia talbotii y el zebrano Microberlinia bisulcata.
El cercopiteco de Preuss (Cercopithecus preussi) es endémico de la ecorregión. Otras varias especies de primates son semiendémicas: el cercopiteco de orejas rojas (Cercopithecus erythrotis), el cercopiteco coronado (Cercopithecus pogonias), el dril (Mandrillus leucophaeus) y el galago Euoticus pallidus. El gorila occidental del río Cross (Gorilla gorilla diehli) es una subespecie estrictamente endémica de la ecorregión, y se encuentra en peligro crítico de extinción.
Dos pequeños mamíferos son también endémicos: el murciélago vespertiliónido Chalinolobus egeria y la musaraña Crocidura picea, así como el camaleón Chamaeleo camerunensis, las culebrillas ciegas Cynisca schaeferi y Cynisca gansi y las ranas Afrixalus schneideri, Hyperolius bopeleti y Phrynobatrachus werneri.

## Estado de conservación
Vulnerable. La agricultura y la tala son extensivas. Otras amenazas son la caza de grandes mamíferos para alimentación y para la confección de amuletos y remedios, y el tráfico de especies.

## Protección
Aunque más del 10% de la ecorregión está nominalmente protegida, la gestión de los parques no es la adecuada.
En Nigeria se encuentran el parque nacional de Cross River, el parque nacional de Gashaka Gumti y la Reserva Forestal del Río Afi. En Camerún, el parque nacional de Korup y la Reserva Forestal de Takamanda.